# Bione (Italia)
Bione (Biù in dialetto bresciano) è un comune italiano di 1 284 abitanti della provincia di Brescia in Lombardia. Il comune appartiene alla Comunità Montana della Valle Sabbia.

## Geografia fisica

### Territorio
Bione è situato nella zona centro-occidentale della Val Sabbia ed occupa una posizione incantevole e dominante dall'alto la valle del Vrenda, più nota come "Conca d'Oro". Il territorio è montuoso ed è compreso tra i 600 m s.l.m. ed i 1271 metri del monte Prealba.

### Sismologia
Secondo la Classificazione sismica il comune appartiene alla zona 3 (zona con pericolosità sismica bassa, che può essere soggetta a scuotimenti modesti).

### Clima
Il clima a Bione è caldo e temperato, con piovosità significativa durante tutto l'anno.
La temperatura media annuale è di 9,6 °C, essendo luglio il mese con temperature più alte (23 °C) e gennaio il mese con temperature più basse (-3,7 °C).
La piovosità media annuale è di 1386 mm. In particolare le piogge sono più scarse nel mese di gennaio (59 mm) e più abbondanti nel mese di giugno (145 mm).
| [ 7 ]               | Mesi | Mesi | Mesi | Mesi | Mesi | Mesi | Mesi | Mesi | Mesi | Mesi | Mesi | Mesi | Stagioni | Stagioni | Stagioni | Stagioni | Anno  |
| [ 7 ]               | Gen  | Feb  | Mar  | Apr  | Mag  | Giu  | Lug  | Ago  | Set  | Ott  | Nov  | Dic  | Inv      | Pri      | Est      | Aut      | Anno  |
| ------------------- | ---- | ---- | ---- | ---- | ---- | ---- | ---- | ---- | ---- | ---- | ---- | ---- | -------- | -------- | -------- | -------- | ----- |
| T. max. media (°C)  | 4,1  | 5,2  | 9,3  | 13,0 | 17,0 | 21,2 | 23,0 | 22,7 | 18,5 | 14,1 | 8,8  | 5,1  | 4,8      | 13,1     | 22,3     | 13,8     | 13,5  |
| T. min. media (°C)  | −3,7 | −3,5 | −0,8 | 2,9  | 7,3  | 11,9 | 14,5 | 14,9 | 11,7 | 7,8  | 2,9  | −1,7 | −3,0     | 3,1      | 13,8     | 7,5      | 5,4   |
| Precipitazioni (mm) | 59   | 66   | 83   | 128  | 144  | 145  | 134  | 129  | 135  | 141  | 144  | 78   | 203      | 355      | 408      | 420      | 1 386 |

Bione appartiene alla zona climatica F.

## Origini del nome
L'etimologia del nome non è chiara, ma sono numerose le ipotesi. Secondo alcuni è da ricercarsi nel nome dialettale del colore amaranto (Biom o Bion). Secondo altri il nome potrebbe invece derivare dal greco bios (che significa vita). Per certo dal XIV al XVIII secolo il paese viene chiamato in vario modo, da Abiono e successivamente Abion fino a Bion e Abbione.

## Storia
Il primo nucleo abitato si sarebbe costruito intorno all'anno mille, probabilmente a seguito dello spostamento verso i monti della gente padana, che a quel tempo risultava seriamente minacciata dalle scorrerie dei barbari e si vedeva costretta ad abbandonare la pianura fertile per rifugiarsi verso luoghi più tranquilli e di difficile accesso.

Bione fu sede di una delle più antiche pievi della Valle Sabbia, similmente a quanto accadde a Vobarno, Savallo, Idro e Gavardo. Si ritiene che prima dell'epoca carolingia sarebbe esistito un presidio fortificato di cui però non è rimasta alcuna traccia, se non nei toponimi ed in alcuni ruderi posti a dominio del paese (Canal de Roca).

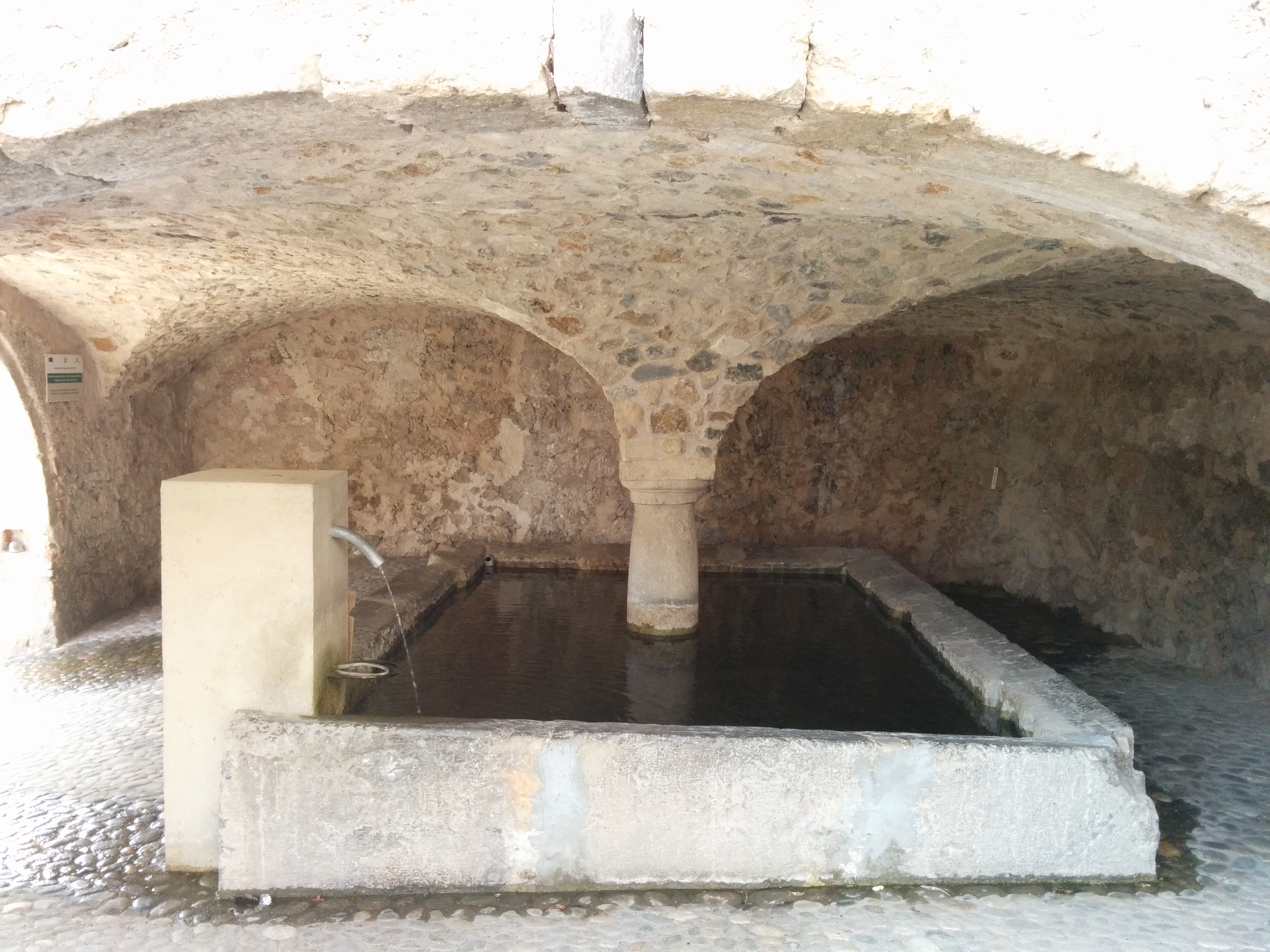
Fontana di San Zan

La pieve rurale di Bione, secondo alcuni studiosi distaccatasi intorno all'anno mille da quella di Nave, Savallo o forse Lumezzane, si estendeva su tutto il territorio della Conca d'Oro. Negli anni a venire avrebbero via via acquisito autonomia e facoltà di governarsi e reggersi da sé le parrocchie di Agnosine (prima del 1037), Odolo (1559), Gazzane di Preseglie (1671), ed in anni molto più recenti S. Faustino (1926). La diffusione del cristianesimo nella Valle Sabbia sembra debba attribuirsi a S. Vigilio, terzo vescovo di Trento, inviato a predicare nei territori valsabbini da Papa Damaso, nel secolo IV. A questo santo è dedicato un santuario, situato in posizione molto decentrata e lontana dal centro abitato, sui monti ad ovest di Bione.

L'antichità della pieve di Bione è testimoniata anche dal rinvenimento, nel 1955, durante gli scavi per l'edificazione delle scuole elementari di frammenti di lastre decorate. Secondo gli studiosi Panazza e Tagliaferri, queste lastre potrebbero risalire ai secoli VIII-IX ed essere tutto ciò che resta del pluteo dell'antica chiesa.
Di quest'ultima era rimasto conservato solo il campanile, una costruzione compatta e robusta, che nel 1952 fu profondamente ristrutturato ed innalzato per adeguarlo alle dimensioni più importanti della nuova chiesa parrocchiale.

Su Bione non sono molte le notizie storiche giunte a noi inerenti al periodo dell'Alto Medioevo.
Sappiamo, stando a quanto riportato nella donazione regia al monastero di S. Salvatore, stilata a Pavia nel 775, che il re dei Longobardi Desiderio incaricò della sorveglianza delle valli bresciane un gastaldo (funzionario della corte regia), un certo Abono, probabilmente di origine bionese. Si deve probabilmente far risalire a re Lotario, nel corso del IX secolo, una concessione di due pezze di terre al diacono di Brescia, sulle quali sarebbe stata successivamente edificata la Pieve bionese.
Nel 1200 del territorio di Bione facevano parte le miniere d'argento di Visello, poi passate al territorio di Preseglie.
Intorno al 1407 Pandolfo Malatesta concesse alcuni privilegi al paese, che con tutta la Valle Sabbia passò sotto il dominio di Venezia nel 1427, potendo così godere dei privilegi concessi dalla Serenissima, e fra questi l'esenzione dall'obbligo di contribuire all'alloggio di cavalli e soldati.
Nel 1440 il territorio del paese, chiamato Abbione, insieme ai territori di Odolo, Agnosine e Preseglie viene ceduto in feudo dal doge di Venezia Foscari a Galvano da Nozza, Il quale si era battuto in favore di Venezia "mostrando valore tra le militari fatiche" ed aveva perso suo figlio Aldreghino in battaglia.
Nel 1902 inizia a Bione la raccolta delle offerte per l'acquisto di nuove campane, che saranno benedette il 18 agosto 1907.

### Simboli

Stemma del comune di Bione

Lo stemma del Comune di Bione è stato concesso con decreto del presidente della Repubblica dell'8 giugno 2007.
Il gonfalone è un drappo partito di verde e di rosso.

## Monumenti e luoghi d'interesse
- Chiesa di Santa Maria Assunta

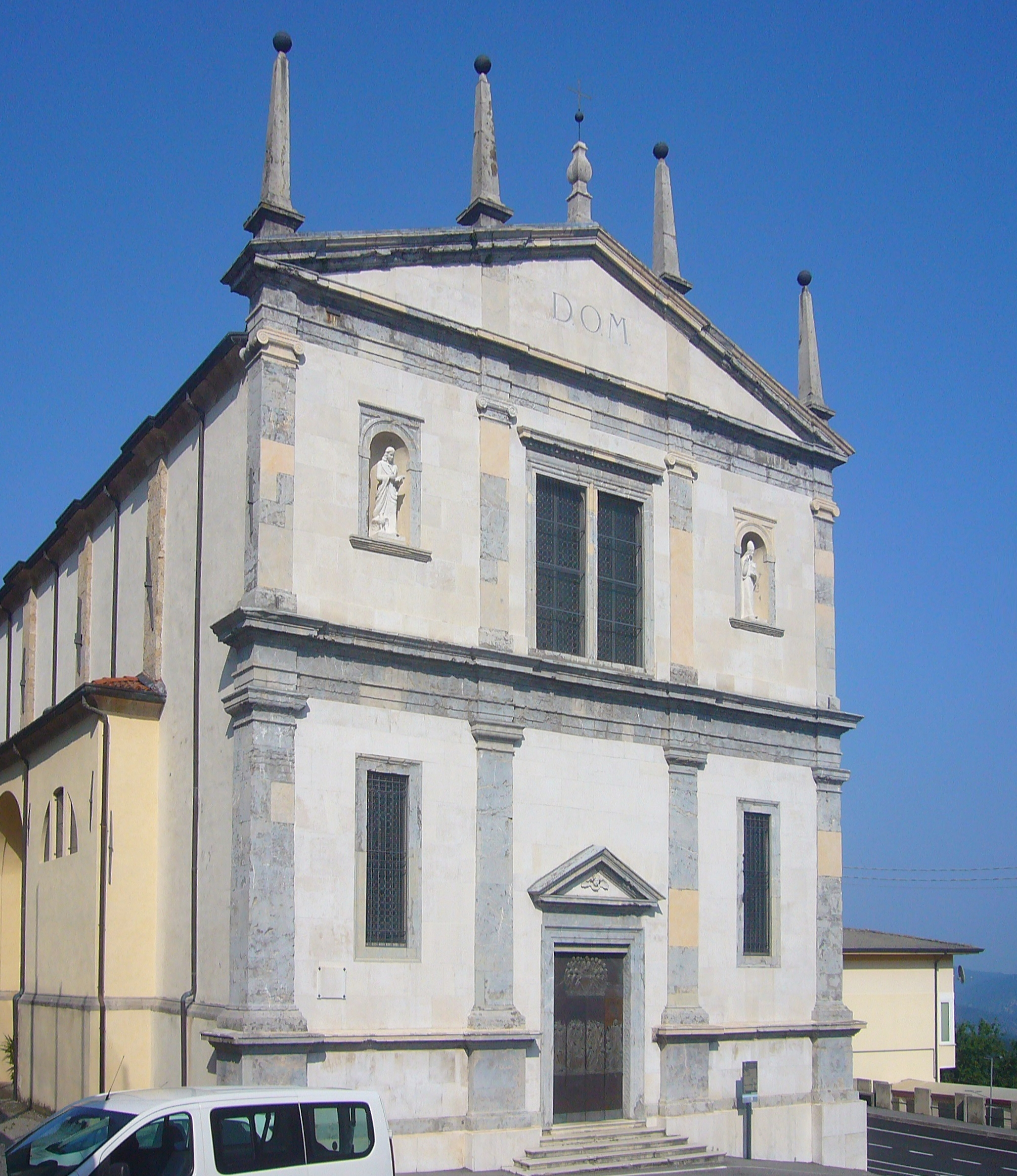
La chiesa di Santa Maria Assunta

- Chiesa dei Santi Faustino e Giovita nella frazione San Faustino
- Chiesa di San Vigilio in località Piani di Lo
- Chiesa di San Rocco
- Chiesa della Madonna della Neve
- Chiesa di San Bernardo

## Società

### Evoluzione demografica
Abitanti censiti

## Amministrazione
| Periodo        | Periodo        | Primo cittadino           | Partito      | Carica  | Note   |
| -------------- | -------------- | ------------------------- | ------------ | ------- | ------ |
| 14 giugno 1985 | 24 aprile 1995 | Roberto Piccioli Cappelli | PSDI         | Sindaco |        |
| 24 aprile 1995 | 14 giugno 2004 | Roberto Piccioli Cappelli | lista civica | Sindaco |        |
| 14 giugno 2004 | 26 maggio 2014 | Gianni Maria Marchi       | lista civica | Sindaco | [ 14 ] |
| 26 maggio 2014 | in carica      | Franco Zanotti            | Lega         | Sindaco |        |